# Nervilia affinis
Nervilia affinis är en orkidéart som beskrevs av Rudolf Schlechter. Nervilia affinis ingår i släktet Nervilia och familjen orkidéer. Inga underarter finns listade i Catalogue of Life.